# 옥승철
옥승철(1988년 10월 24일 ~ )은 대한민국 서울특별시 출생의 미술가이다. 회화, 조각 등 전통적 매체뿐만 아니라 현실과 가상, 미술과 비미술의 경계를 넘나들며 작업한다.

## 생애
1988년 서울특별시에서 태어나 중앙대학교 서양화과를 졸업했다. 밴드 ADOY의 앨범 커버를 디자인하기도 했다.

## 스타일
옥승철은 디지털 이미지와 전통 회화 기법을 결합하여 독창적인 작품 세계를 구축한다. 특히 애니메이션과 만화 캐릭터의 클로즈업 이미지를 재조합하여 새로운 얼굴을 만들어내는 것이 그의 주요 작업 방식이다. 컴퓨터를 활용해 이미지를 재구성하고 이를 캔버스에 옮겨 담는 과정은 고해상도 출력물처럼 매끈하고 정교한 결과물을 만들어낸다. 옥승철은 포스트 디지털 시대의 관점에서 원본성의 문제를 다루며, 디지털 이미지를 원본 삼아 회화, 조각 등 전통 매체뿐 아니라 현실과 가상, 미술과 비미술의 경계를 넘나들며 작업한다.

## 전시
옥승철은 국내외에서 활발하게 전시 활동을 하고 있다. 주요 개인전으로는 갤러리 기체에서 열린 《UN ORIGINAL》(2018), 《JPEG SUPPLY》(2020), 《Trophy》(2023) 등이 있으며, 아트선재센터에서 《2022 아트선재 프로젝트 #2: 크리에이트 아웃라인즈》(2022)를 개최했다. 2024년에는 일본 도쿄 파르코 뮤지엄(PARCO MUSEUM)에서 《플라나리아》, 스페인 발렌시아 투스데이 투 프라이데이(TUESDAY TO FRIDAY)에서 《CAMOUFLAGE》 개인전을 열었다. 2025년 8월 15일부터 10월 26일까지 롯데뮤지엄에서 첫 대규모 개인전 《옥승철: 프로토타입(PROTOTYPE)》이 개최될 예정이다.